# Erik Lindahl

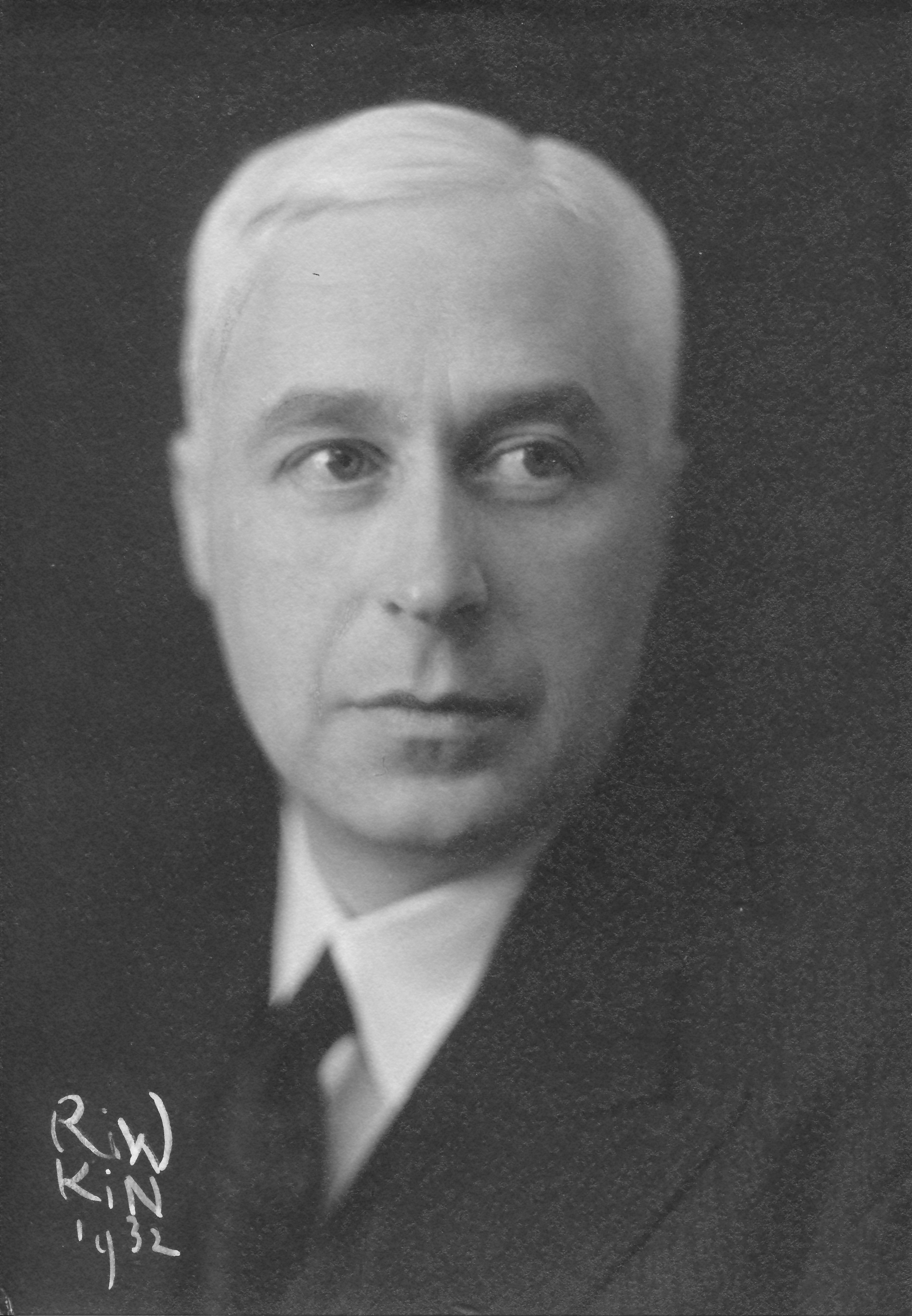
Erik Lindahl 1932

Erik Robert Lindahl, född 21 november 1891 i Adolf Fredriks församling i Stockholm, död 6 januari 1960 i Uppsala, var en svensk nationalekonom och professor.
Erik Lindahl var son till fängelsedirektören Carl Johannes Lindahl i Jönköping och Carolina Arfwedson. Han var bror till advokaten Helge Lindahl och läkaren Gunnar Lindahl samt genom en tredje bror Robert Lindahl farbror till Nobelpristagaren Tomas Lindahl. 
Han var professor i nationalekonomi vid Uppsala universitet 1942–58. Lindahl var en av de främsta företrädarna för Stockholmsskolan inom nationalekonomisk teori. Hans forskning fick stor internationell uppmärksamhet. Dessutom var han rådgivare åt den svenska regeringen och riksbanken. Lindahl är bland annat känd för sin bok Studies in the Theory of Money and Capital som har blivit en klassiker inom nationalekonomin.
Lindahl invaldes 1943 som ledamot nummer 909 av Kungliga Vetenskapsakademien. Åren 1956-1959 var han president för The International Economic Association.
Erik Lindahl var 1921–1931 gift med gymnastikdirektören Ida Louise Lundquist (1894–1980) dotter till smeden Olof Lundquist och Kerstin Larsdotter. De fick barnen Olof Lindahl, Göran Lindahl och Britta Lindahl (gift Stenberg ). Han gifte sedan om sig 1931 med Gertrud Odelberg-Johnson (1903–1994), dotter till medicine doktor Erik Gustaf Johnson och Ida Maria Odelberg. De fick en dotter Karin Lindahl (1933-2021) och en son professorn och filosofen Lars Lindahl (född 1936).